# 崔近思
崔近思（1508年—？），字希睿，山東濟南府濱州人，軍籍，明朝政治人物。

## 生平
山東鄉試第十三名舉人。嘉靖二十九年（1550年）中式庚戌科會試第一百四十一名，三甲第三十二名進士。嘉靖三十三年（1554年）任河南长垣县知县，后调浙江崇德县。但据光绪《石门县志》称，此前一年，即嘉靖三十二年（1553年），崇德县令崔近思因倭寇时发，迁便民仓于城内学河之南。但据清《滑县志》载，甲寅（即嘉靖三十三年）四月“同开坝知州刘东、清丰县知县温如春、长垣县知县崔近思，由澶渊及濮，范、张、秋，沿历河身达之运道。”，则此年崔近思仍任长垣县知县。不知此数志所记年份何者为误。嘉靖三十五年（1556年），倭寇徐海集团聚兵万余，兵分三路，猛攻江浙。将领河朔兵的浙江提督阮鄂打败后围困在桐乡，浙江总督胡宗宪令崔近思“收河朔之散卒，入城为声援兵”。
后升浙江布政司右参议，隆庆元年（1567年）五月转左参议，二年（1568年）十一月已酉升为山西按察司副使、井陉兵备。，四年四月以不胜任罢免。后任南京刑部主事。
隆庆年间刻印过赵大纲集注《扬子法言》十卷。

## 家族
曾祖崔進；祖父崔端，贈推官；父崔巍，府同知。母穆氏（封孺人）。妻张氏。有弟崔近襄、崔近臣、崔近性。